# Sungai Keruh
Sungai Keruh is een bestuurslaag in het regentschap Tebo van de provincie Jambi, Indonesië. Sungai Keruh telt 3073 inwoners (volkstelling 2010).